# Monte Oliver
Il Monte Oliver (in lingua inglese: Mount Oliver) è una montagna antartica, alta circa 3.800 m, situata 3 km a sudest del Monte Campbell, nelle Prince Olav Mountains, catena montuosa che fa parte dei Monti della Regina Maud, in Antartide. 
Fu scoperto e fotografato dall'United States Antarctic Program (USAS) nel 1939-41. Il monte fu ispezionato dal geofisico statunitense Albert P. Crary (1911-1997) nel 1957-58.
La denominazione è stata assegnata dallo stesso Crary in onore di Norman Oliver, dell'Air Force Cambridge Research Center, che era Antarctic Project Leader (responsabile dei progetti antartici) per gli studi sull'aurora polare nel periodo 1957-60.